# Say No to Strangers (film 1981)
Say No to Strangers è un cortometraggio del 1981, diretto da John Mackenzie.